# こうま座
こうま座（）は、現代の88星座の1つで、プトレマイオスの48星座の1つ。馬をモチーフとしている。ペガスス座・いるか座・みずがめ座に囲まれた、天の赤道近くに位置する。全天88の星座の中でみなみじゅうじ座の次に面積が小さく、また暗い星が多いため目立たない星座である。

## 主な天体
この星座の星は、3つの4等星がある以外は全て5等以下の暗い星である。銀河平面から離れた位置にあり、領域も狭いため、星団や星雲など天の川銀河内の天体で目立つものもない。

### 恒星
2023年11月現在、国際天文学連合 (IAU) によって1個の恒星に固有名が認証されている。
- α星：太陽系から約190 光年の距離にある、見かけの明るさ3.933 等、スペクトル型 G6IV+B9.5V の分光連星で、4等星[8]。こうま座で最も明るく見える。2020年の研究では、2.20±0.16 M☉（太陽質量）の主星Aと1.883±0.083 M☉の伴星Bが、約98.8 日の周期で互いの共通重心を周回しているとされる[9]。A星には、アラビア語で「馬の部分」を意味する言葉に由来する[10]「キタルファ[11](Kitalpha[7])」という固有名が認証されている。

このほか、以下の恒星が知られている。
- β星：太陽系から約321 光年の距離にある、見かけの明るさ5.148 等、スペクトル型 A3V の5等星[12]。分光連星だが詳細は不明[13]。
- γ星：太陽系から約115 光年の距離にある、見かけの明るさ4.68 等、スペクトル型 A9VpSrCrEu の化学特異星で、5等星[14]。分光スペクトル中にストロンチウム・クロム・ユウロピウムの吸収線が顕著なA型特異星に分類されている。変光星としては回転変光星の分類の1つ「りょうけん座α2型変光星」の ACVO型に分類されており、0.00868日という短い周期で4.58 等から4.77 等の範囲で明るさを変えている[15]。
- δ星：太陽系から約61 光年の距離にある、見かけの明るさ4.49 等、スペクトル型 F7(V)+G0(V) の分光連星で、4等星[16]。5.19 等のA星と5.52 等のB星が約5.7 年の周期で互いの共通重心を周回しているとされる[17]。
- R星：スペクトル型 M3e-M4e のミラ型変光星[18]。260.76日の周期で、8.7 等から15.0 等の範囲で明るさを変える[18]。

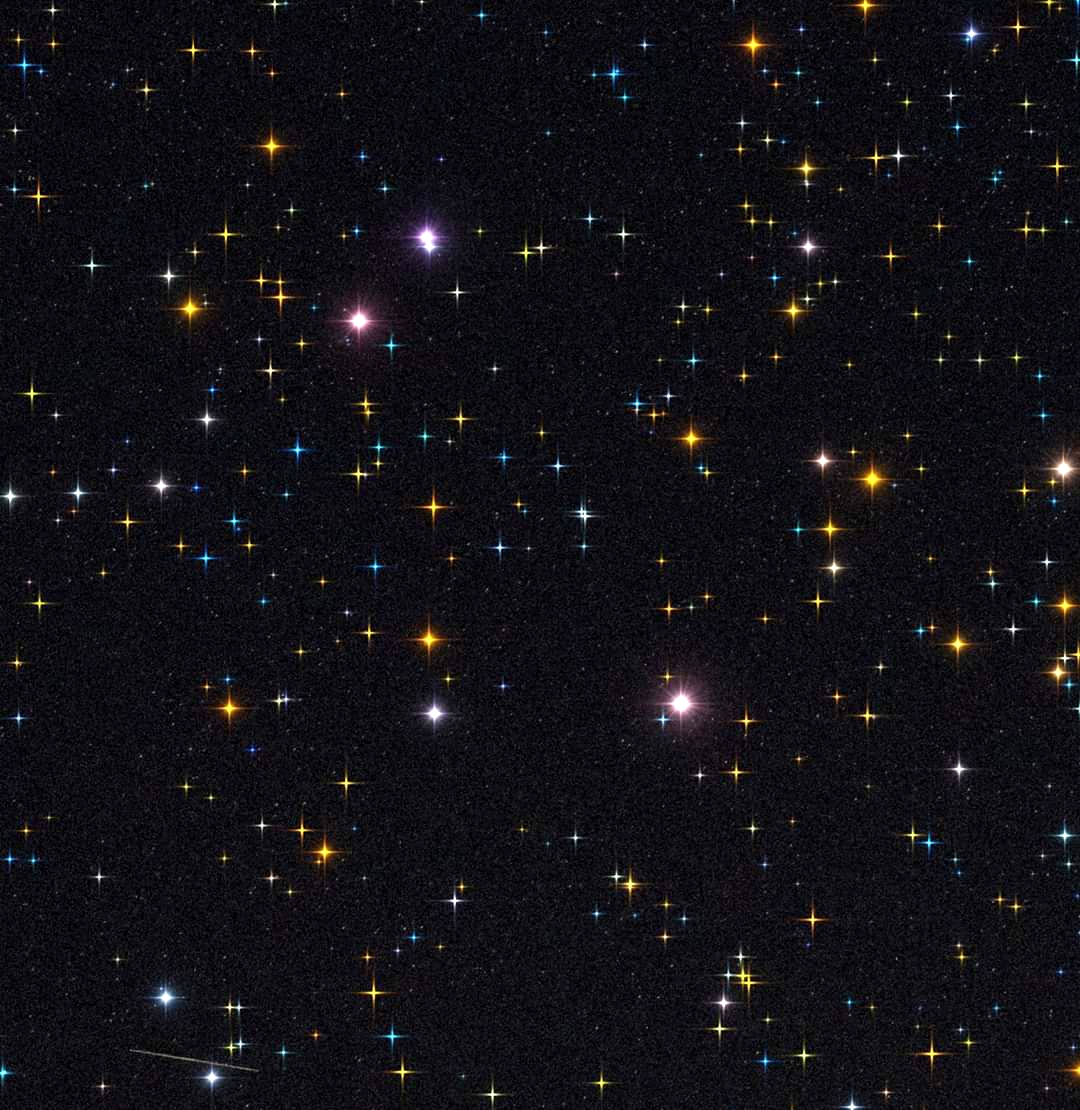
こうま座の星々。色とコントラストを強調した補正が掛けられている。α・γ・δ の3星が作る鋭角三角形を確認できる。

## 流星群
こうま座の名前を冠した流星群で、IAUの流星データセンター (IAU Meteor Data Center) で確定された流星群 (Established meteor showers) とされているものはこうま座β流星群 (beta Equuleids, BEQ) のみである。この流星群は、毎年7月9日頃に極大を迎える。

## 由来と歴史

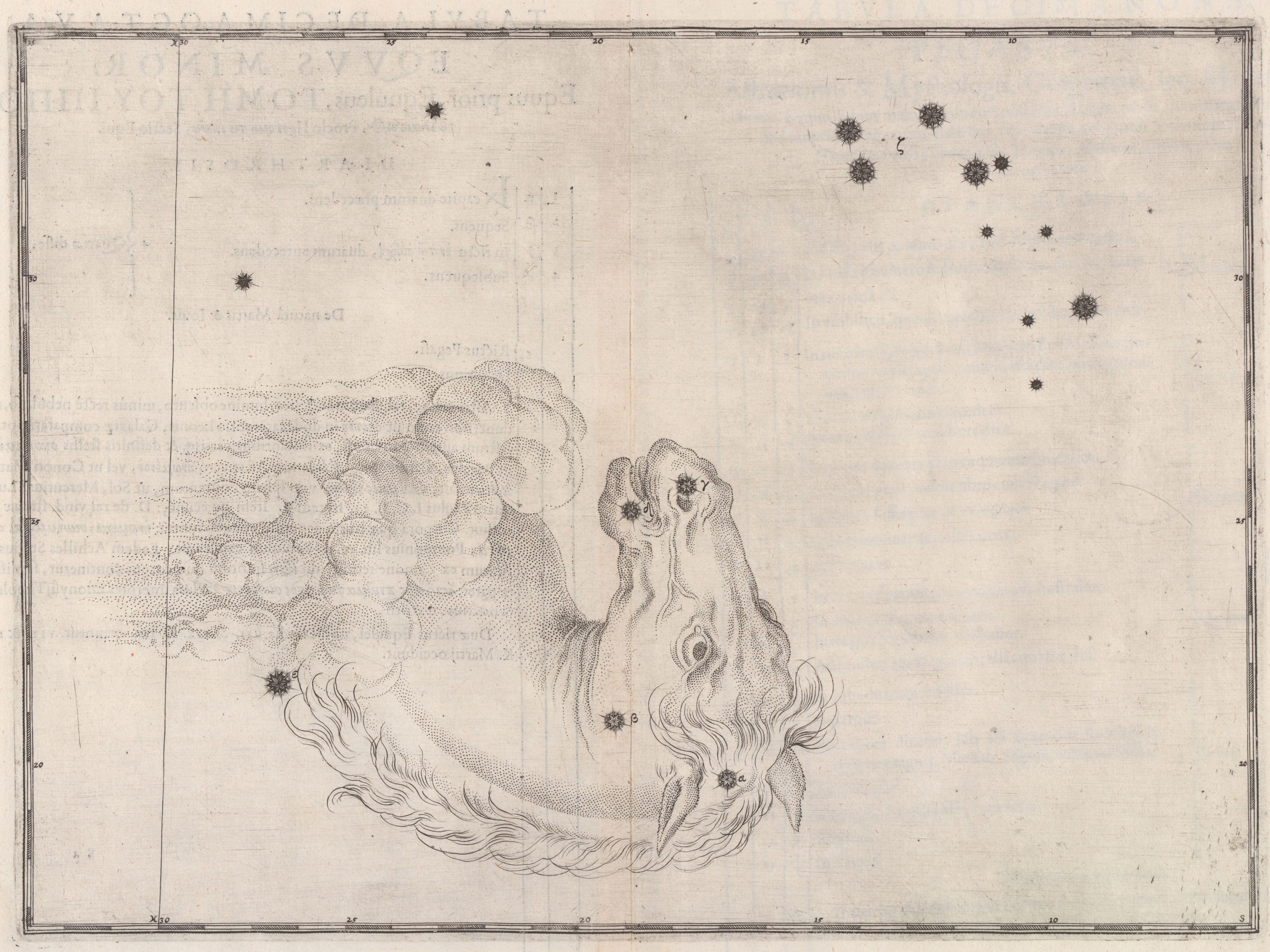
ヨハン・バイエル『ウラノメトリア』(1603) に描かれた Equuleus（こうま座）。

こうま座は、2世紀頃のクラウディオス・プトレマイオスの天文書『ヘー・メガレー・スュンタクスィス・テース・アストロノミアース (古希: ἡ Μεγάλη Σύνταξις τῆς Ἀστρονομίας)』、いわゆる『アルマゲスト』に星座として上げられた、プトレマイオスの48星座の1つであるが、プトレマイオス以前の記録に乏しく、その由来や成立史は不確かな点が多い。紀元前3世紀前半の詩人アラートスの詩編『パイノメナ (古希: Φαινόμενα)』や、紀元前3世紀後半の天文学者エラトステネースの天文書『カタステリスモイ (古希: Καταστερισμοί)』、帝政ローマ期1世紀初頭のゲルマニクスによる『パイノメナ』のラテン語訳、著作家ガイウス・ユリウス・ヒュギーヌスの『天文詩 (羅: De Astronomica)』といった古代ギリシア・ローマ期の星座と伝承を伝える主な文献の中には、こうま座は全く登場しない。キケロやマルクス・マニリウス、ウィトルウィウスらも同様であった。そのため、16世紀末から17世紀初頭のイギリスの数学・物理学者のトーマス・フッドは、著書『The Use of the Celestial Globe in Plano, Set Foorth in Two Hemispheres』の中で「この星座は、プトレマイオスとその追随者のアルフォンソ10世以外にはほとんど知られておらず、したがってどのような経路で天空にもたらされたのか確かな物語や歴史は伝えられていない。」と述べている。
プトレマイオス以前にこの星座が存在したことは、紀元前1世紀に活躍したロードス島のゲミーノスの現存する唯一の著書『パイノメナ序説 (古希: Εἰσαγωγὴ εἰς τὰ Φαινόμενα)』に伝えられており、ゲミーノスはこの著書の中で「この星座はヒッパルコスがいるか座の星を切り取って作った」としている。しかし、ヒッパルコスの唯一現存する著書『Τῶν Ἀράτου καὶ Εὐδόξου φαινομένων ἐξήγησις（エウドクソスならびにアラートスによるファイノメナの注解）』にはこうま座について言及されておらず、ゲミノスの言説を確認することは困難である。イギリスの科学史研究者イアン・リドパスは、プトレマイオスの創作ではなくヒッパルコスによって作られたと考えるのがもっともらしいとしている。
『アルマゲスト』では、ギリシャ語で「馬の前半身」を意味する Ἵππου Προτομή という星座名が付けられていた。プトレマイオスはこの星座の星の数を4つとしている。大きく時を下った17世紀初頭の1603年にドイツの法律家ヨハン・バイエルが編纂した星図『ウラノメトリア』では、「小さい方の馬」を意味する EQVVS MINORという星座名が付けられ、α・β・γ・δの4つの星があるとされた。バイエルは、「先行する馬」を意味する Equus prior や現在と同じ Equuleus という星座名も付記している。
1922年5月にローマで開催されたIAUの設立総会で現行の88星座が定められた際にそのうちの1つとして選定され、星座名は Equuleus、略称は Equ と正式に定められた。

### 中東
紀元前500年頃に製作された天文に関する粘土板文書『ムル・アピン (MUL.APIN)』では、こうま座αはペガスス座の ζ・θ・ε の3星とともに、ツバメの星座とされた。

### 中国
ドイツ人宣教師イグナーツ・ケーグラー（戴進賢）らが編纂し、清朝乾隆帝治世の1752年に完成・奏進された星表『欽定儀象考成』では、こうま座の星は、二十八宿の北方玄武七宿の第四宿「虚宿」に配されていたとされる。虚宿では、α がみずがめ座βとともに墳墓に侍衛する役人を表す星官「虚」に、β・9 の2星が安危禍福を司る天界の役人を表す星官「司危」に、γ・δ の2星が是非正邪を明らかにすることを司る天界の役人を表す星官「司非」に、それぞれ配されていた。

## 神話
トーマス・フッドが述べたように、この星座に直接結び付いた伝承は伝わっていない。19世紀末アメリカのアマチュア博物家のリチャード・ヒンクリー・アレンは、著書『Star-Names and Their Meanings』の中で俗説として、天馬ペーガソスの弟でメルクリウスがカストールに与えたケレリス(羅: Celeris) 、ユーノーがポルックスに与えたキュラルス (羅: Cyllarus) 、ネプトゥヌスがミネルウァと力比べをしたときに三叉槍で大地を叩いて生み出された馬や、サトゥルヌスとケイローンの母ピリュラーの物語と関連付ける者もいた、と紹介している。
リドパスは、プトレマイオスはケンタウロスのケイローンの娘ヒッペーを想定していたのではないかとしているが、エラトステネースの『カタステリスモイ』やヒュギーヌスの『天文詩』に伝えられるヒッペーにまつわる物語は、ペガスス座と結び付いた伝承として紹介されている。

## 呼称と方言
世界で共通して使用されるラテン語の学名は Equuleus、日本語の学術用語としては「こうま」とそれぞれ正式に定められている。現代の中国でも、小马座（小馬座）と呼ばれている。
1879年（明治12年）にノーマン・ロッキャーの著書『Elements of Astronomy』を訳して刊行された『洛氏天文学』では「リットルホールス」と紹介された。それから30年ほど時代を下った明治後期には「駒」と呼ばれていたことが、1910年（明治43年）2月刊行の日本天文学会の会報『天文月報』第2巻11号に掲載された「星座名」という記事で確認できる。この訳名は、東京天文台の編集により1925年（大正14年）に初版が刊行された『理科年表』にも「駒（こま）」として引き継がれ、1944年（昭和19年）に天文学用語が見直しされた際も「駒（こま）」が継続して使用されることとされた。

これに対して、天文同好会の山本一清らは異なる訳語を充てていた。天文同好会の編集により1928年（昭和3年）4月に刊行された『天文年鑑』第1号では、星座名 Equuleus に対して「駒（こま）」を充てたが、翌1929年（昭和4年）刊行の第2号ではこれを「小馬（こうま）」と改め、以降の号でもこの表記を継続して用いた。これについて山本は東亜天文学会の会誌『天界』1934年8月号の「天文用語に關する私見と主張 (3)」という記事の中で以下のような見解を開陳していた。
戦後も継続して「駒（こま）」が使われていたが、1952年（昭和27年）7月に日本天文学会が「星座名はひらがなまたはカタカナで表記する」とした際に、Equuleus の日本語名は「こうま」と改められた。これ以降は「こうま」という表記が継続して用いられている。

## こうま座に由来する事物
- EQUULEUS：2022年11月16日にスペース・ローンチ・システムのアルテミス1号で打ち上げられた超小型探査機。こうま座の学名と、EQUilibriUm Lunar-Earth point 6U Spacecraft のアクロニムに由来している[44]。